# Mark Chesnutt
Mark Nelson Chesnutt (6 de septiembre de 1963) es un cantante y compositor de música country estadounidense. Entre 1990 y 1999, tuvo su mayor éxito en las listas grabando para las Sucursales de MCA y Decca de Universal Music Group Nashville, con un total de ocho álbumes entre esos dos sellos. Durante este período de tiempo, Chesnutt también trazó veinte éxitos entre los diez primeros en las listas de Billboard Hot Country Songs, de los cuales ocho alcanzaron el número uno. "Brother Jukebox", "I'll Think of Something", "It Sure Is Monday", "Almost Goodbye", "I Just Wanted You to Know", "Gonna Get a Life", "It's a Little Too Late" Y Una Versión de "I Don't Want to Miss a Thing" de Aerosmith. Sus primeros tres álbumes para MCA (Too Cold at Home, Longnecks & Short Stories y Almost Goodbye) junto con un Álbum recopilatorio de Greatest Hits de 1996 emitido en Decca son todos certificados platino por la Recording Industry Association of America(RIAA); What a Way to Live de 1994, también emitido en Decca, es certificado como oro. Después de un álbum homónimo en 2002 en Columbia Records, Chesnutt ha seguido grabando predominantemente en sellos independientes.
Chesnutt es conocido por su country neotradicionalista y sus influencias honky-tonk, con frecuentes comparaciones estilísticas con George Jones. Ha grabado varias versiones de canciones como sencillos y cortes de álbumes, incluidas versiones de Hank Williams Jr., John Anderson, Don Gibson, Conway Twitty y Charlie Rich. Los artistas con los que ha colaborado incluyen a George Jones, Tracy Byrd, Vince Gill y Alison Krauss. Mark Wright produjo todos menos uno de sus álbumes lanzados en la década de 1990, mientras que su trabajo desde 2005 ha sido producido por Jimmy Ritchey. Chesnutt también ha ganado dos premios de la Country Music Association: el Premio Horizon (ahora conocido como Mejor Artista Nuevo) y el Evento Vocal del Año, ambos en 1993.

## Biografía
Mark Nelson Chesnutt nació el 6 de septiembre de 1963 en Beaumont, Texas. [1] [3]  Obtuvo influencia musical de su padre, Bob Chesnutt, quien era cantante y coleccionista de discos. [4]  Chesnutt tocó la batería por primera vez cuando era niño después de recibir una batería como regalo de Navidad, pero ante la persuasión de su padre, dejó de tocar la batería y optó por centrarse en cantar. [5]  Abandonó la escuela en el undécimo grado para comenzar a tocar en clubes del sureste de Texas. [6]  Cuando cumplió 17 años, su padre comenzó a llevarlo a Nashville, Tennessee, para comenzar a grabar. Durante los siguientes diez años, comenzó a grabar en pequeños sellos regionales mientras era la banda de la casa del club nocturno local Cutters de Beaumont. [1]  A fines de la década de 1980, había lanzado ocho sencillos, que luego se lanzarían juntos como un álbum titulado Doing My Country Thing. [7]  El productor de discos Tony Brown escuchó uno de los lanzamientos independientes de Chesnutt, [8] y lo recomendó a Mark Wright, un compositor, músico de sesión y productor de discos que ayudó a Chesnutt a firmar con la sucursal de Nashville de MCA Records en 1990. [9]  El mismo año, Bob Chesnutt murió de un ataque cardíaco. [10]

## Discografía
- Doing My Country Thing (1988)
- Too Cold at Home (1990)
- Longnecks & Short Stories (1992)
- Almost Goodbye (1993)
- What a Way to Live (1994)
- Wings (1995)
- Thank God for Believers (1997)
- I Don't Want to Miss a Thing (1999)
- Lost in the Feeling (2000)
- Mark Chesnutt (2002)
- Savin' the Honky Tonk (2004)
- Heard It in a Love Song (2006)
- Rollin' with the Flow (2008)
- Outlaw (2010)
- Tradition Lives (2016)
- Duets (2017)
- The Early Years (2017)
- Gone But Not Forgotten...A Tribute Album by Mark Chesnutt (2018)